# Departamento Paraná
Paraná es un departamento de la provincia de Entre Ríos en la República Argentina, que lleva el nombre de su cabecera, la ciudad de Paraná.
Es el octavo más extenso de la provincia con una superficie de 4974 km² y el más poblado, con 391 696 habitantes según censo de 2022.
Limita al oeste con la provincia de Santa Fe, al norte con el departamento La Paz, al sur con los departamentos Nogoyá y Diamante y al este con el departamento Villaguay.
El departamento es dividido frecuentemente en dos partes (Paraná Campaña y Paraná Ciudad). Esta división se utiliza para fines electorales y por diversas reparticiones públicas, pero no existe de jure. Hay diversos proyectos legislativos que buscan la división del departamento en tres o cuatro nuevos departamentos.
De acuerdo a la metodología utilizada por el INDEC para el censo de 2010 el departamento Paraná comprendió 33 localidades: Aldea María Luisa, Crespo, Aldea San Juan (en el ejido municipal de Crespo), Aldea San Rafael, Aldea Santa María, Aldea Santa Rosa, Cerrito (incluyendo las entidades Cerrito y Pueblo Moreno), Colonia Avellaneda, Colonia Crespo, El Palenque o Pueblo San Rómulo, El Pingo o San Julián, El Ramblón (en la jurisdicción de Quebracho), Hasenkamp, Hernandarias, La Picada, Las Tunas, María Grande, Oro Verde, Paraná, Pueblo Bellocq o Estación Las Garzas, Pueblo Brugo, Pueblo General San Martín o Puerto Curtiembre, San Benito, Sauce Montrull, Sauce Pinto, Seguí, Sosa, Tabossi, Tezanos Pinto, Viale, Villa Fontana o Kilómetro 28, Villa Gobernador Luis F. Etchevehere o Las Delicias, Villa Urquiza. El aglomerado Gran Paraná está compuesto por las localidades: Colonia Avellaneda, Oro Verde, Paraná, San Benito, y Sauce Montrull. Colonia Crespo, y El Ramblón no fueron consideradas localidades en los censos de 1991 y 2001, mientras que Aldea Santa Rosa, y Las Tunas no lo eran el de 1991.

## Historia
El pago de La Bajada fue delimitado por el cabildo de Santa Fe en 1730 cuando se creó una parroquia allí. El 18 de junio de 1733 el cabildo de Santa Fe designó a Santiago de Hereñu como el primer alcalde de hermandad de La Bajada, con jurisdicción sobre todos los territorios santafecinos en Entre Ríos.
El 25 de junio de 1813 la Asamblea del Año XIII otorgó a Paraná la categoría de villa, constituyéndose el cabildo el 1 de octubre y quedando todo Entre Ríos desligado de la jurisdicción del cabildo de Santa Fe, aunque no de su teniente de gobernador.
En 1820 Francisco Ramírez creó el departamento del Paraná, uno de los 4 que integraban la República de Entre Ríos.
El 5 de noviembre de 1821 el gobernador Lucio Norberto Mansilla nombró al capitán José Ignacio Vera comandante general de la costa del Paraná, comprendiendo en su jurisdicción los pagos de María Chico, Alcaraz, Hernandarias y Feliciano hasta Guayquiraró.
Mediante el Plan de división de los Departamentos de la Provincia de Entre Ríos del 6 de diciembre de 1821 (ley sancionada por el congreso el 17 de febrero de 1822), el gobernador Mansilla dividió la provincia en dos departamentos principales al mando de comandantes generales, uno de ellos era el Departamento Principal Nº 1 del Paraná, con cabecera en Paraná, del cual dependían 4 departamentos subalternos.

Para la mejor administracion y gobierno de esta Provincia de Entre-Rios en lo civil, militar y político, se divide toda ella en dos Departamentos principales, de los que cada uno tendrá bajo de sí cuatro Departamentos subalternos, á saber:

Departamento principal N° 1 del Paraná.

Departamento principal N° 2 del Uruguay.

Estos dos Departamentos serán gobernados por dos Comandantes Generales, de los que el uno residirá en la Villa del Paraná y el otro en la Villa de la Concepcion.

Las referidas dos villas con sus respectivos éjidos quedan separadas de los territorios de todo otro Departamento, bajo el inmediato Gobierno de los dos Gefes principales.

Departamento N° 1. Se compone de todo el territorio y poblaciones comprendidas desde el arroyo de las Conchas, Paraná arriba hasta el arroyo de la Mula.

Departamento N° 2. Comprende desde las Tunas hasta Maria Grande, incluso el Sauce, Espinillo, Quebracho y el Tala.

Departamento N° 3. Comprende desde el Paracao, Paraná abajo, hasta la barra del Nogoyá, y desde allí por sus fondos hasta las puntas de dicho Nogoyá, incluso el pago de D. Cristóbal.

Departamento N° 4. Comprende desde la barra del Nogoyá, Paraná abajo, hasta la barra de Gualeguay, y por sus fondos hasta dar con el arroyo de las Raices.
Plan de división de los Departamentos de la Provincia de Entre Ríos

Para la administración de justicia la villa de Paraná tenía un alcalde mayor y cuatro alcaldes de cuartel. Un alcalde mayor de la campaña fue previsto por ley del 25 de agosto de 1826, pero no implementado.
El congreso provincial insertó en el plan el traslado de la capital provincial a la villa de Paraná:

La villa de Paraná es además la capital de toda la provincia de Entre Ríos, y en ella deberá tener sus sesiones el Congreso y residir el gobierno general de ella.

El 26 de agosto de 1826 una ley del congreso provincial sancionada a propuesta de Justo José de Urquiza, elevó al rango de ciudad a Paraná.
Mediante la sanción del Reglamento de Administración de Justicia del 13 de abril de 1849, Urquiza realizó una nueva división territorial de la provincia, delimitando el Departamento Paraná:

Art. 2°: Departamento del Paraná: su territorio desde el Paracao, Paraná arriba, hasta el arroyo de Hernandarias, correspondiendo la capital y suburbios, y los distritos Antonio Tomas, Calá, Quebracho, Maria Grande y Tunas.

El texto del reglamento tenía errores en el artículo correspondiente a Paraná, decía Calá en vez de Tala y omitió mencionar los distritos Paracao y Manga.
La división territorial tenía el fin de servir a la administración de justicia y el reglamento dispuso:

SECCION 3-

JUECES SUBALTERNOS QUE DEBE HABER EN CADA DEPARTAMENTO

Art. 1 °- Departamento del Paraná— Un Juez de Paz, seis Alcaldes de cuartel en la Ciudad, siete Alcaldes de distrito en la Campaña.

El 27 de julio de 1849 fueron designados por el gobernador, a propuesta del jefe político del departamento, los primeros alcaldes de acuerdo al reglamento, correspondientes a los cuarteles 1°, 2°, 3°, 4°, 5°, 6° de la ciudad de Paraná y a los distritos de campaña: Paracao, Manga, Antonio Tomás, Tala, Quebracho, María Grande, Tunas.
El 24 de marzo de 1854 el congreso constituyente, integrado por todas las provincias a excepción de Buenos Aires, federalizó el territorio entrerriano. La ciudad de Paraná pasó a ser la sede provisional del gobierno de la Confederación Argentina.
El decreto nacional n.º 4015 del 15 de enero de 1857 menciona 7 alcaldes de cuartel en Paraná y alcaldes de distrito en: Suburbios, Manga, Sauce, Quebracho, Tala, María Grande, Antonio Tomás. El 1 de enero de 1858 el Gobierno nacional decretó la división de la ciudad de Paraná en 2 secciones comprendiendo la 1.ª los cuarteles 1.º, 2.º, 3.º y 4.º y la 2.ª los cuarteles 5.º, 6.º, 7.º y 8.º; creó el distrito Gueipo por división de la parte oriental del de Paracao y estableció dos juzgados de paz: el 1.º comprendiendo la 1° sección de la ciudad de Paraná y los distritos Manga, Sauce, Tala y Antonio Tomás; y el 2.º comprendiendo la 2.ª sección de la ciudad de Paraná y los distritos Gueipo, Paracao, Quebracho y María Grande.
El 29 de septiembre de 1858 fue sancionada la ley nacional que desfederalizó el territorio de Entre Ríos, asumiendo el general Urquiza como gobernador de Entre Ríos y Concepción del Uruguay como capital provincial, continuando la ciudad de Paraná con su ejido como capital provisoria de la Confederación.

3° Continuará siendo Capital provisoria de la Confederacion, la Ciudad del Paraná, con el éjido comprendido entre el Rio Paraná y los arroyos Paracao y Teso al Sud y Norte, y al Este una línea recta paralela al Paraná, que una estos arroyos á una legua de la plaza 1° de Mayo, único territorio que permanecerá federalizado.

Tras la desfederalización de Entre Ríos, el 7 de septiembre de 1860 una ley mandó fundar Villa Urquiza, para ser la cabecera provisoria del departamento Paraná (excluyendo a la ciudad de Paraná que se hallaba federalizada). Siendo instalada el 8 de diciembre.

Art.° Erígese una villa denominada "Urquiza" sobre la costa del Rio Paraná en el distrito de las "Conchas", Departamento del Paraná, con carácter provisorio de cabeza de aquél Departamento.
 Desígnase una legua cuadrada de terreno para la nueva villa y sus suburvios.

El 21 de septiembre de 1860 fue sancionada la ley que creó las jefaturas políticas en cada departamento, siendo el jefe político un representante del poder ejecutivo a cuyas órdenes estaban los comisarios policiales y los alcaldes de distrito en sus funciones políticas. El 16 de enero de 1861 Urquiza decretó para el departamento Paraná el nombramiento de un juez de paz, un alcalde de cuartel y alcaldes de los distritos: Antonio Tomás, María Grande, Tala, Quebracho, Espinillo, La Manga.
El 2 de diciembre de 1861 la ciudad de Paraná fue reincorporada a la provincia de Entre Ríos mediante un decreto del gobernador Urquiza. Villa Urquiza pasó a ser una delegacía política dentro del departamento, que comprendía los distritos Tala y Antonio Tomás. 
De acuerdo a un decreto de nombramientos del 18 de mayo de 1868 el departamento Paraná tenía un juez de paz y 8 alcaldes de cuartel numerados de 1 a 8 en la ciudad de Paraná, un juez de paz en la delegacía política de Villa Urquiza, y alcaldes de los distritos de campaña de: Paracao, Yeso, Sauce, Manga, Tala, Espinillo, María Grande 1.º, María Grande 2.º, Antonio Tomás. Otro decreto del 26 de enero de 1875 menciona los distritos: María Grande 1.º, María Grande 2.º, Quebracho, Tala, Antonio Tomás, Espinillo, Sauce, Paracao, Mangas.
En 1871 el ministro de Gobierno de Entre Ríos solicitó a los jefes políticos de cada departamento de la provincia que elevaran un informe sobre los límites efectivos de sus jurisdicciones. El 15 de septiembre de ese año el jefe político de Villaguay informó que el departamento Villaguay limitaba con el de Paraná por la cuchilla Grande de Montiel que separa las aguas al río Paraná en dirección sur hasta las puntas de Periticú, siguiendo por el arroyo Moreira y la cuchilla Grande.
Por decreto del gobernador Eduardo Racedo del 18 de septiembre de 1883, la capital provincial fue trasladada nuevamente a la ciudad de Paraná.
De acuerdo al Mapa topográfico catastral de la Provincia de Entre-Ríos confeccionado por Bernardo Rígoli y Victorio C. Guzmán, en 1886 el departamento Paraná se dividía en 7 distritos de campaña: Antonio Tomás, María Grande 1.º, María Grande 2.º, Tala, Quebracho, Sauce, Espinillo. En el Censo escolar de la Provincia de Entre Ríos de 1896 aparecen los mismos distritos de campaña.
En 1887 el departamento Paraná limitaba por el sur con el arroyo Paracao y la línea del Ferrocarril Central Entrerriano hasta concluir el límite del campo de Burgos en la cuchilla que divide aguas con el departamento Nogoyá, siguiendo por esa cuchilla y los arroyos Tunas y Moreira hasta confluir en el arroyo Chañar en la rinconada del campo de Tomás Martínez. Por el norte el límite con La Paz seguía los arroyos Chañar y Hernandarias, cerrando el perímetro el río Paraná.
De acuerdo a una carta del Departamento Topográfico de la provincia fechada el 29 de enero de 1892 el departamento Paraná tenía los siguientes límites:

Norte - Los arroyos Hernandarias, Chañar y Burgos que lo separa del Departamento de la Paz - Este - El arroyo Moreira que lo separa del Departamento de Villaguay - Sud El arroyo de Las Tunas y Cuchilla, que lo separa del Departamento de Mogoyá (sic), luego el camino de la cuchilla y el arroyo del Paracao que lo divide del Departamento del Diamante. - Oeste - Rio Paraná.

El 21 de junio de 1979 la intervención militar de la provincia sancionó y promulgó la ley n.º 6378 que rectificó y precisó los límites interdepartamentales. El límite entre los departamentos Diamante y Paraná que se apoyaba en el arroyo Paracao y la antigua traza de la ruta nacional n.º 131 (camino general de la Cuchilla) fue rectificado para dejar en el departamento Paraná la totalidad de las localidades de Oro Verde, Tezanos Pinto, Villa Fontana, Gobernador Etchevehere y Crespo, y en el departamento Diamante la de General Racedo. Estas modificaciones significaron que fueran transferidos al distrito Sauce del departamento Paraná parte de los distritos Salto (ejido de Oro Verde al sur del arroyo Paracao, y área adyacente a Tezanos Pinto), Palmar (áreas adyacentes a Villa Fontana y a Villa Gobernador Etchevehere) y al distrito Espinillo del departamento Paraná el área sur del ejido de Crespo compuesto por una parte del distrito Palmar y otra del distrito Isletas. Simultáneamente el distrito Palmar recibió parte del distrito Espinillo del departamento Paraná (área adyacente a General Racedo). El límite entre los departamentos La Paz y Paraná, que se apoyaba en la divisoria de aguas de la cuchilla de Montiel, fue trasladado a las vías del ramal Diamante-Curuzú Cuatiá del Ferrocarril General Urquiza, excepto áreas adyacentes a las localidades de Las Garzas y de Villa Alcaraz, que quedaron para los departamentos Paraná y La Paz, respectivamente. Aunque el decreto-ley n.º 6378 perdió eficacia el 10 de diciembre de 1987 al no ser prorrogada su vigencia, los límites quedaron legalmente retrotraídos a los existentes al 24 de marzo de 1976 (excepto los legislados posteriormente en democracia). Sin embargo, los organismos públicos provinciales y nacionales continuaron utilizando los límites dispuestos por ese decreto-ley sin revertir a los límites previos.
El decreto-ley n.º 22067 sancionado y promulgado el 5 de septiembre de 1979 y confirmado por el Congreso Nacional al sancionarse el Digesto Jurídico Argentino el 21 de mayo de 2014 como ley DJA W-1200, asignó a la jurisdicción de Entre Ríos que corresponde al departamento Paraná las siguientes islas del río Paraná:

quedarán para Entre Ríos las siguientes islas: ...las Animas, sin nombre 18 (frente a la anterior), sin nombre 19 (km. 578), Tiraparatrás, Lynch, Puente, sin nombre 21 (frente a Paraná), Vacía, Islas del Chapetón, sin nombre 23 (km. 648), sin nombre 26 (km. 676),...
Decreto-ley N.° 22067

## Gobiernos locales

### Municipios
| Municipio          | Población |
| ------------------ | --------- |
| Crespo             | 18 296    |
| María Grande       | 7101      |
| Paraná             | 270 968   |
| San Benito         | 6771      |
| Viale              | 8939      |
| Villa Hernandarias | 5375      |
| Cerrito            | 4653      |
| Colonia Avellaneda | 2190      |
| Hasenkamp          | 4413      |
| Oro Verde          | 2548      |
| Seguí              | 3646      |
| Tabossi            | 1333      |
| Villa Urquiza      | 1566      |
| Aldea María Luisa  | 1878      |
| El Pingo           | 1517      |
| Pueblo Brugo       | 1660      |

### Comunas
| Comuna                       | Población |
| ---------------------------- | --------- |
| Aldea Santa María            | 653       |
| Puerto Curtiembre            | 681       |
| El Palenque                  | 521       |
| La Picada                    | 689       |
| Las Tunas                    | 532       |
| Sauce Montrull               | 837       |
| Sosa                         | 608       |
| Colonia Crespo               | 264       |
| Pueblo Bellocq (Las Garzas)  | 395       |
| Sauce Pinto                  | 3646      |
| Tezanos Pinto                | 319       |
| Villa Fontana                | 229       |
| Villa Gobernador Etchevehere | 370       |

### Centros rurales de población
Los centros rurales de población gobernados por juntas de gobierno son:
Segunda categoría
- Aldea Santa Rosa: creado el 10 de julio de 1987[29]
- Arroyo Burgos: creado el 17 de julio de 2001.[30] Población rural dispersa.
- Arroyo Corralito: creado el 13 de octubre de 1987.[31] Población rural dispersa.

Tercera categoría
- Aldea Eigenfeld: creado el 17 de octubre de 1985.[32] Población rural dispersa.
- Aldea San Antonio: creado el 24 de septiembre de 1985.[33] Población rural dispersa.
- Aldea San Rafael: creado antes del 1 de enero de 1977
- Antonio Tomás: creado el 14 de mayo de 1984.[34] Población rural dispersa.
- Colonia Celina: creado el 3 de diciembre de 1985.[35] Población rural dispersa.
- Espinillo Norte: creado el 14 de mayo de 1987.[36] Población rural dispersa.
- María Grande Segunda: creado el 9 de abril de 1984.[37] Población rural dispersa.
- Paso de la Arena: creado el 12 de febrero de 1986.[38] Población rural dispersa.
- Paso de Las Piedras: creado antes del 1 de enero de 1977. Población rural dispersa.
- Santa Luisa: creado el 25 de abril de 1984.[39] Población rural dispersa.

Cuarta categoría
- Arroyo Maturrango: creado el 11 de septiembre de 1987.[40] Población rural dispersa.
- Arroyo Palo Seco: creado el 25 de junio de 1984.[41] Población rural dispersa.
- Colonia Cerrito: creado el 10 de julio de 1987.[42] Población rural dispersa.
- Colonia Merou: creado el 6 de diciembre de 1993.[43] Población rural dispersa.
- Colonia Reffino: creado el 13 de noviembre de 1986.[44] Población rural dispersa.
- Distrito Tala: creado el 30 de abril de 1984.[45] Población rural dispersa.
- Quebracho: creado el 23 de enero de 1986.[46] Población rural dispersa.

Los integrantes de las juntas de gobierno fueron designados por decreto del gobernador hasta que fueron elegidos por primera vez el 23 de noviembre de 2003, sin embargo, dado que los circuitos electorales en algunos casos no coinciden con las jurisdicciones de las juntas de gobierno algunas de ellas siguen siendo designadas por decreto mientras que otras se agrupan para elegir una sola junta. En este último caso el gobierno se reserva el derecho de realizar posteriormente la designación de la o las juntas subsumidas. En las elecciones del 23 de noviembre de 2003, 18 de marzo de 2007, 23 de octubre de 2011 y 25 de octubre de 2015 eligieron una única junta de gobierno: 1) Aldea Eigenfeld y Colonia Merou, 2) Quebracho, Aldea San Antonio y Paso de la Arena, 3) Aldea San Rafael, Aldea Santa Rosa y Colonia Reffino, 4) Colonia Cerrito y Arroyo Corralito, 5) María Grande Segunda y Arroyo Palo Seco. Sin embargo, el gobierno provincial designó integrantes posteriormente para Colonia Merou, Aldea San Antonio, Paso de la Arena, Aldea Santa Rosa y Colonia Reffino. Para Colonia Cerrito se designó integrantes el 3 de marzo de 2004 asumiendo los elegidos en Arroyo Corralito, pero tras las elecciones posteriores se invirtió y la designada fue Arroyo Corralito. La de Arroyo Palo Seco fue designada el 8 de febrero de 2008, 15 de febrero de 2012 y 10 de febrero de 2016. Las de Arroyo Maturrango y de Distrito Tala integran un único circuito electoral pero los integrantes de cada una continuaron siendo designados por decreto. La junta de gobierno de Colonia Avellaneda pasó a ser municipio el 4 de febrero de 2005.
Los circuitos electorales utilizados para las elecciones de las juntas de gobierno son (CIRCUITO ELECTORAL: junta de gobierno):
- CIRCUITO ELECTORAL: junta de gobierno
- 25-COLONIA CELINA: Colonia Celina
- 28:DISTRITO TALA-SARANDÍ: Distrito Tala y Arroyo Maturrango
- 30-PASO DE LAS PIEDRAS: Paso de las Piedras
- 31-COLONIA CERRITO: Colonia Cerrito y Arroyo Corralito
- 35-MARÍA GRANDE 1°: Santa Luisa
- 42-ANTONIO TOMÁS: Antonio Tomás
- 45-MARÍA GRANDE 2°: María Grande Segunda y Arroyo Palo Seco
- 47-COLONIA OFICIAL Nro.4 - ARROYO BURGOS: Arroyo Burgos
- 49-ESPINILLO: Aldea Eigenfeld y Colonia Merou
- 50-SAN RAFAEL: Aldea San Rafael, Aldea Santa Rosa y Colonia Reffino
- 52-ESPINILLO NORTE: Espinillo Norte
- 56-QUEBRACHO: Quebracho, Aldea San Antonio y Paso de la Arena

## Distritos
El departamento Paraná se divide en 7 distritos. Para fines de mensuras catastrales y en algunas ramas de la administración provincial el ejido original del municipio de Paraná, y las islas del departamento son considerados aparte de los distritos y la Codificación General de Jurisdicciones Político Administrativas de la Provincia de Entre Ríos les asigna los códigos 1000 y 1008 respectivamente.
| Código - Distrito      | Área (en km²) |
| ---------------------- | ------------- |
| 1001 - Antonio Tomás   | 636,92        |
| 1002 - Espinillo       | 576,07        |
| 1003 - María Grande 1° | 948,27        |
| 1004 - María Grande 2° | 778,53        |
| 1005 - Quebracho       | 695,64        |
| 1006 - Sauce           | 541,98        |
| 1007 - Tala            | 956,45        |

- Antonio Tomás: comprende los ejidos municipales de Hernandarias y de Pueblo Brugo, parte del de Hasemkamp y la parte oeste del de El Pingo; la totalidad del área jurisdiccional de los centros rurales de población de Antonio Tomás y Arroyo Corralito.
- Espinillo: comprende el ejido municipal de Crespo y parte del de Viale; la totalidad del área jurisdiccional de la comuna de Sauce Pinto y parte de las de La Picada y Sauce Montrull, la totalidad del área jurisdiccional de los centros rurales de población de Aldea San Rafael, Aldea Santa Rosa, Colonia Merou, Aldea Eingenfeld, Colonia Reffino, Espinillo Norte y parte del de Quebracho.
- María Grande Primera: comprende el ejido municipal de María Grande, la mayor parte del de Tabossi y la parte este del de Viale; la totalidad del área jurisdiccional de las comunas de Las Tunas y Sosa, la totalidad del área jurisdiccional de los centros rurales de población de Santa Luisa y Arroyo Maturrango.
- María Grande Segunda: comprende la parte este del ejido municipal de Hasemkamp y parte del de El Pingo; el área jurisdiccional de la comuna de Las Garzas y la totalidad del área jurisdiccional de los centros rurales de población de María Grande 2°, Arroyo Palo Seco, Arroyo Burgos.
- Quebracho: comprende la mayor parte de los ejidos municipales de Seguí y de Viale y parte del de Tabossi; la totalidad del área jurisdiccional de los centros rurales de población de Paso de la Arena y Aldea San Antonio y parte del de Quebracho.
- Sauce: comprende los ejidos municipales de Paraná, Oro Verde, Colonia Avellaneda, San Benito y de Aldea María Luisa; la totalidad del área jurisdiccional de las comunas de población Villa Fontana, Villa Etchevehere, Tezanos Pinto y parte del de Sauce Montrull.
- Tala: comprende los ejidos municipales de Cerrito y de Villa Urquiza; la totalidad del área jurisdiccional de las comunas de Aldea Santa María, Colonia Crespo, El Palenque, Curtiembre y parte de La Picada; la totalidad del área jurisdiccional de los centros rurales de población de Colonia Celina, Colonia Cerrito, Paso de las Piedras, Distrito Tala.

## Demografía
Cuenta con 391 696 habitantes (Indec, 2022), lo que representa un incremento del 15,2 % frente a los 339 930 habitantes (Indec, 2010) del censo anterior.
La población se encuentra repartida en 203 767 mujeres y 187 859 hombres, con un índice de masculinidad de 92,2 hombres por cada 100 mujeres.
La edad mediana de la población es de 34 años (35 años entre las mujeres y 32 años entre los hombres).
El 12,2 % de la población tiene más de 65 años (frente al 10,3 % en 2010), y el 2,7 % de la población tiene más de 80 años (frente al 2,4 % en 2010)
De las personas residentes en el departamento, unas 38 307 nacieron en otra provincia, y unas 2436 lo hicieron fuera del país, siendo los grupos de inmigrantes más numerosos los provenientes de:
- Uruguay: 265 personas
- Colombia: 222 personas
- Paraguay: 214 personas
- Bolivia: 200 personas
- Venezuela: 198 personas

## Áreas naturales protegidas
Como parte del Sistema Provincial de Áreas Protegidas se hallan en el departamento el 9 áreas naturales autóctonas preservadas.

Siete de ellas son administradas por el municipio de Paraná:
- Monumento natural Islote Municipal: monumento natural protegido con recursos manejados de 15 ha creado el 21 de julio de 1995.[61][62]
- Paisaje protegido municipal Balneario Thompson: paisaje protegido de 4 ha creado en 1997.[63]
- Paisaje protegido municipal Camping Toma Vieja: paisaje protegido de 20 ha creado en 1969.[64]
- Parque escolar rural Enrique Berduc: paisaje protegido de 1 ha creado en 1997.[65]
- Parque ecológico municipal José Gazzano: paisaje protegido de 8 ha creado en 1983.[66]
- Paisaje protegido Parque Urquiza: paisaje protegido con recursos manejados de 44 ha creado el 15 de octubre de 1997.[67][68]
- Área natural protegida municipal Parque Muttio (ex Las Piedras): paisaje protegido con recursos manejados de 7 ha credo el 2 de septiembre de 1987. Es administrado en conjunto con la Fundación Río Vida.[69][70]

Son administradas por el gobierno provincial:
- Reserva provincial de uso múltiple Escuela Juan Bautista Alberdi: reserva de uso múltiple de 20 ha ubicada en Oro Verde, que fue creada en 1992.[71]
- Reserva natural de uso múltiple Parque General San Martín: reserva de uso múltiple con recursos manejados de 600 ha ubicada en La Picada, que fue creada en 1998. Es administrada por la Fundación Berduc y el Consejo General de Educación de Entre Ríos.[72][73]